# Valdecebollas
El pico Valdecebollas (2144 m s. n. m.) es una elevación de la montaña Palentina, en las estribaciones de la cordillera Cantábrica (España), en el nudo orográfico de La Cebollera, o Macizo de Valdecebollas. Este macizo forma un contrafuerte hacia el S de la sierra de Híjar, también conocida en esta vertiente sur como "Sierra de Peñalabra", al ser esta cumbre la más característica desde esta perspectiva.
En la cima se encuentra el llamado "Torreón", una pequeña torre cilíndrica escalonada de piedra, con una placa, un buzón, y un vértice geodésico. En este punto se celebra desde 1965 una misa el primer domingo de agosto, organizada por los vecinos de Barruelo y Brañosera, a la que acuden montañeros de Campoo y de La Pernía.

## Localización
Está situado junto a la localidad de Brañosera, en la parte oriental del parque natural Montaña Palentina, a unos 20 km de Aguilar de Campoo y de la autovía Cantabria-Meseta. Su ubicación exacta es 42°57′59″N 4°21′53″O / 42.96639, -4.36472, y marca el límite oriental de la Montaña Palentina.

## Ascenso

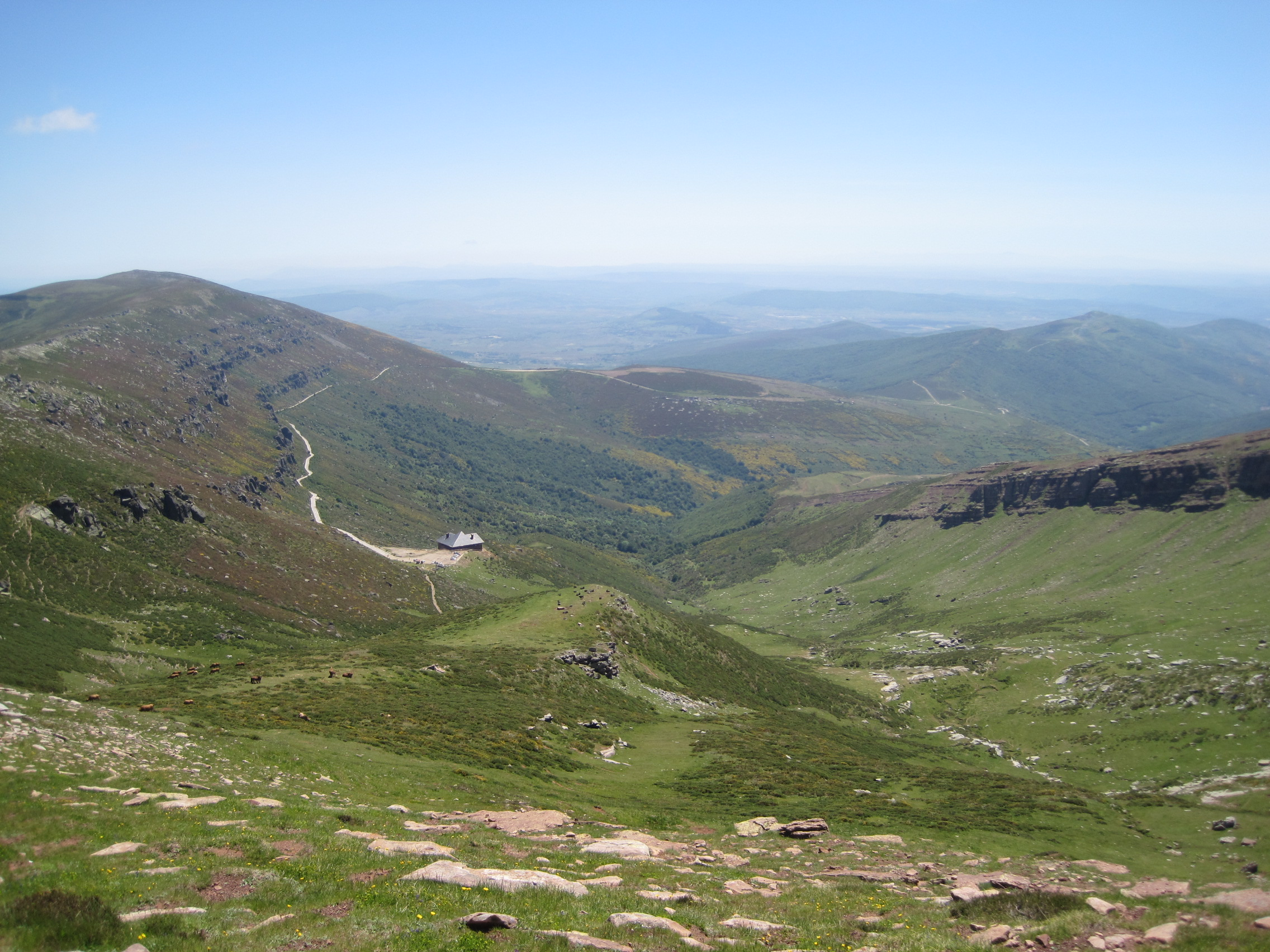
Vista del refugio de El Golobar desde el Valdecebollas.

La ruta más habitual para el ascenso a Valdecebollas es desde la localidad de Brañosera, desde donde se puede acceder en coche hasta El Golobar (1840 m), y de ahí a pie, por el collado de Sel de la Fuente, hasta el vértice geodésico de Valdecebollas, que marca 2139 m. Desde su cima se pueden observar la sierra de Peña Labra y las grandes elevaciones de Fuentes Carrionas, los picos Espigüete y Curavacas.

## Características

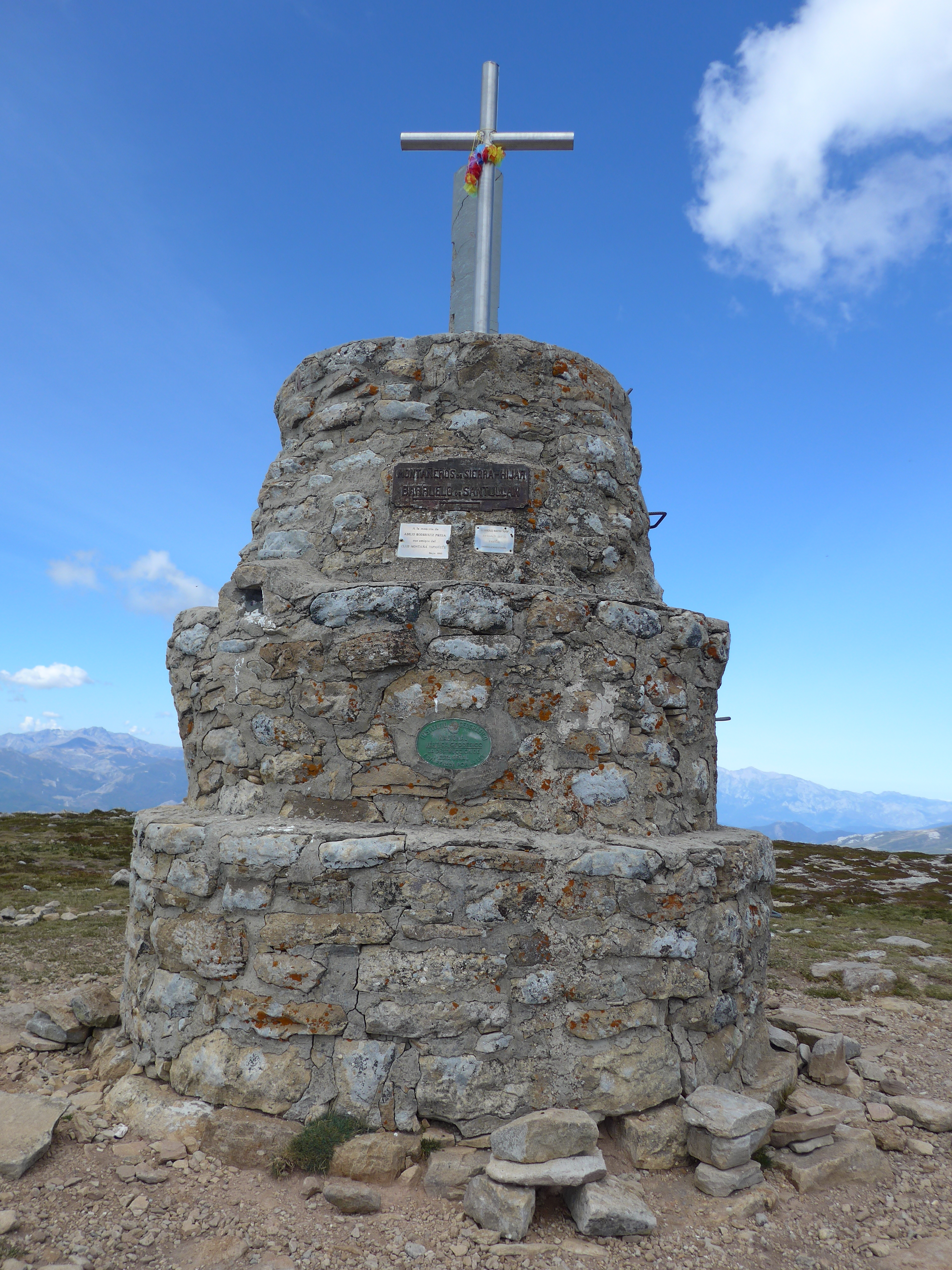
Torreón del Valdecebollas. Es una pequeña torre de piedra cilíndrica y escalonada, con una placa, un buzón, y un vértice geodésico. Junto al torreón se celebra desde 1965 una misa el primer domingo de agosto, organizada por los vecinos de Barruelo y Brañosera, a la que acuden montañeros de Campoo y de La Pernía.

Valdecebollas cierra por su vertiente norte el circo glaciar de Covarrés, que es el nacimiento del río Pisuerga. En esta cuenca glaciar, las aguas desaparecen en el sumidero del Sel de la Fuente, para resurgir tres kilómetros más abajo en la Cueva del Cobre, cerca de Santa María de Redondo. Desde esta localidad también se puede realizar el ascenso, pero resulta mucho más largo.
La vegetación de esta montaña es, sobre todo, brezal y escobas, y desde sus laderas se pueden observar bosques de hayas y robles. En invierno las nevadas son abundantes, y se suelen formar importantes cascadas de hielo en sus faldas.